# Campo de Cariñena
Der Campo de Cariñena ist eine Comarca (Verwaltungseinheit) der Autonomen Region Aragonien in Spanien. Er liegt in der Provinz Saragossa zwischen den Flüssen Jalón und Huerva und hat auf einer Fläche von 772,03 km² 6226 Einwohner (Stand 1. Januar 2022). Die Hauptstadt ist Cariñena, zugleich die größte der 14 Gemeinden (spanisch Municipios), die der Comarca angehören.
Der Campo de Cariñena liegt im südlichen Zentrum der Provinz Saragossa und grenzt im Westen an die Comunidad de Calatayud, im Süden an den Campo de Daroca, im Osten an den Campo de Belchite und im Norden an die Comarcas Valdejalón und Saragossa.

## Gemeinden
| Gemeinde                  | Einwohner (2024) | Fläche km² | Dichte Einw./km² | Cod INE | Postleitzahl |
| ------------------------- | ---------------- | ---------- | ---------------- | ------- | ------------ |
| Aguarón                   | 599              | 36,62      | 16               | 50004   | 50408        |
| Aguilón                   | 273              | 59,45      | 5                | 50005   | 50151        |
| Aladrén                   | 62               | 21,06      | 3                | 50007   | 50481        |
| Alfamén                   | 1.494            | 102,04     | 15               | 50018   | 50461        |
| Cariñena                  | 3.456            | 82,51      | 42               | 50073   | 50400        |
| Cosuenda                  | 329              | 31,68      | 10               | 50088   | 50409        |
| Encinacorba               | 182              | 36,74      | 5                | 50098   | 50470        |
| Longares                  | 830              | 45,96      | 18               | 50143   | 50460        |
| Mezalocha                 | 206              | 60,64      | 3                | 50167   | 50152        |
| Muel                      | 1.474            | 79,17      | 19               | 50181   | 50450        |
| Paniza                    | 575              | 47,31      | 12               | 50200   | 50480        |
| Tosos                     | 175              | 68,65      | 3                | 50264   | 50154        |
| Villanueva de Huerva      | 376              | 78,38      | 5                | 50290   | 50153        |
| Vistabella                | 51               | 21,82      | 2                | 50295   | 50482        |
| Comarca Campo de Cariñena | 10.082           | 772,03     | 13               | –       | –            |

In der Comarca ist Weinbau der herausragende und bekannteste Wirtschaftszweig. Seit 1935 dürfen Weine mit Denominación de Origen (Herkunftsbezeichnung) verkauft werden. Die für den Weinbau verwendete Fläche umfasst 17.908 Hektar, auf denen Trauben für rund 300.000 hl Wein angebaut werden.